# Nanga (pictură japoneză)

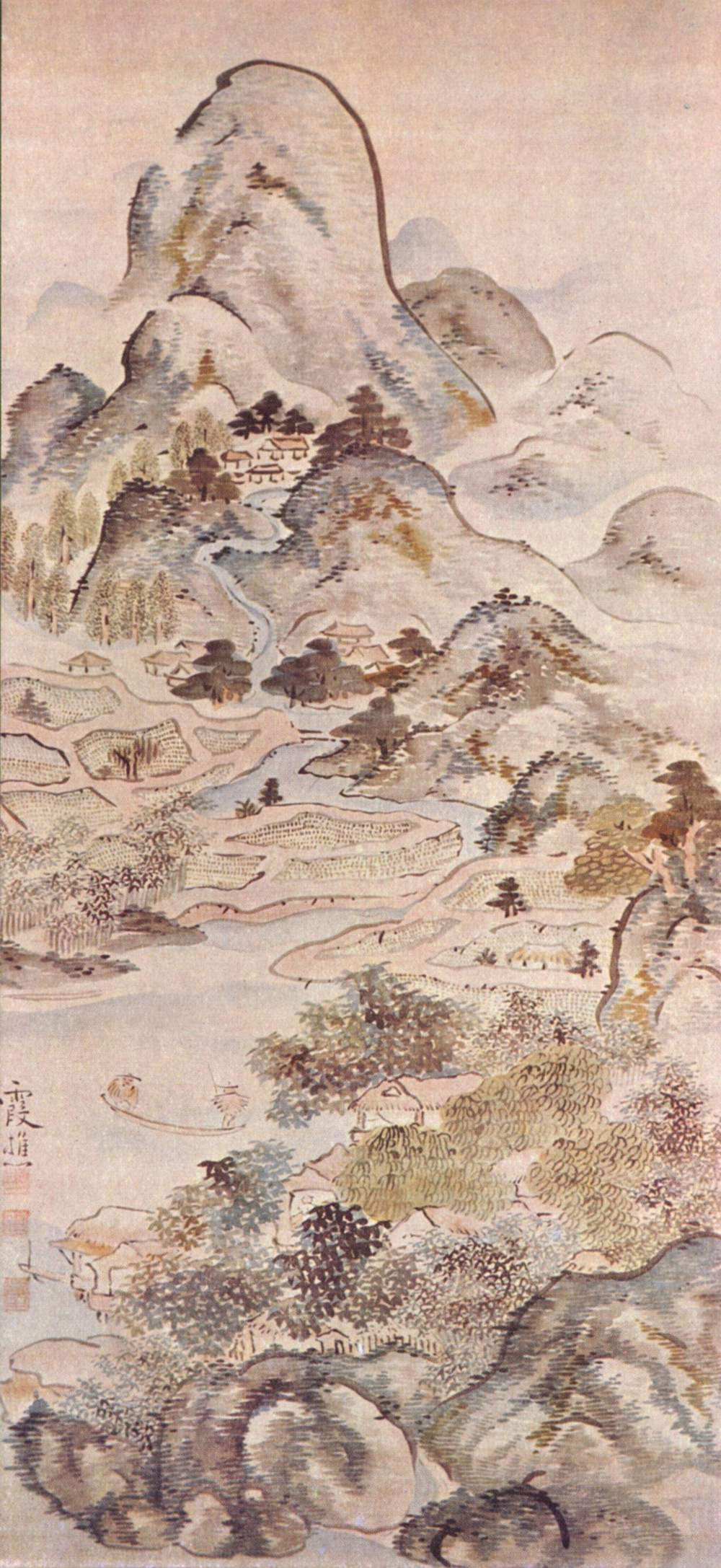
Pescuitul primăvara de Ike no Taiga

Nanga (în japoneză 南画, „Pictura sudică”), cunoscută și sub numele de Bunjinga (în japoneză 文人画, „pictura literați”), a fost o școală de pictură japoneză care a înflorit la sfârșitul perioadei Edo în rândul artiștilor care se considerau literați sau intelectuali. În timp ce fiecare dintre acești artiști era, aproape prin definiție, unic și independent, toți împărtășeau o admirație pentru cultura tradițională chineză. Picturile lor, de obicei cu cerneală neagră monocromă, uneori utilizând culori deschise și aproape întotdeauna înfățișând peisaje chinezești sau subiecte similare, au fost modelate după pictura literaților chinezi, numită wenrenhua în chineză.

## Etimologie
Numele nanga este o abreviere a lui nanshūga, referindu-se la Școala chineză sudică de pictură (nanzhonghua în chineză).

## Istorie
Pictura literaților chinezi s-a concentrat pe exprimarea ritmului naturii, mai degrabă decât pe reprezentarea tehnică realistă a acesteia. În același timp, însă, artistul a fost încurajat să manifeste o lipsă de afecțiune față de pictură, ca și cum el, ca intelectual, ar fi mai presus de a se preocupa profund de opera sa. În cele din urmă, acest stil de pictură a fost o consecință a ideii de intelectual ca maestru al tuturor artelor tradiționale de bază - pictura, caligrafia și poezia.
Datorită politicii sakoku din perioada Edo, Japonia a fost aproape complet izolată de lumea exterioară; contactul său cu China a persistat, dar a fost foarte limitat. Puținul care a ajuns în Japonia a fost fie importat prin Nagasaki, fie produs de chinezii care locuiau acolo. Drept urmare, artiștii bunjin (literați) care aspirau la idealurile și stilurile de viață ale literaților chinezi au rămas cu o viziune destul de incompletă asupra ideilor și artei literaților chinezi. Bunjinga a crescut, prin urmare, datorită informațiilor venite în Japonia din China, inclusiv prin manualele chinezești de pictură tipărite pe lemn și o gamă largă de picturi de calitate variată.
Bunjinga a apărut ca o formă de artă nouă și unică din acest motiv, precum și datorită diferențelor mari de cultură și mediu ale literaților japonezi în comparație cu omologii lor chinezi. Forma a fost în mare măsură definită prin respingerea altor școli majore de artă, cum ar fi școala Kanō și școala Tosa. În plus, literații înșiși nu erau membri ai unei birocrații academice, intelectuale, așa cum erau omologii lor chinezi. În timp ce literații chinezi erau, în cea mai mare parte, academicieni care aspirau să devină pictori, literații japonezi erau pictori pregătiți profesional care aspirau să fie academicieni și intelectuali.
Picturile nanga sau bunjinga au reprezentat aproape întotdeauna subiecte tradiționale chineze. Artiștii s-au concentrat aproape exclusiv pe peisaje și păsări și flori. Poezia sau alte inscripții au fost, de asemenea, un element important al acestor picturi și au fost adesea adăugate de către prietenii artistului, nu de către pictorul însuși.
Spre deosebire de alte școli de artă care au fondatori cunoscuți care transmit stilul lor specific studenților sau adepților lor, nanga a fost întotdeauna mult mai mult despre atitudinea adoptată de pictor și dragostea lui pentru cultura chineză. Astfel, fiecare artist bunjin a afișat elemente unice în creațiile sale și mulți chiar s-au îndepărtat foarte mult de elementele stilistice folosite de strămoșii și contemporanii lor. Pe măsură ce Japonia a devenit expusă culturii occidentale la sfârșitul perioadei Edo, mulți bunjin au început să încorporeze elemente stilistice ale artei occidentale în propria lor artă, deși aproape întotdeauna au evitat subiectele occidentale și au rămas strict la cele tradiționale chineze.
Maestrul Kuwayama Gyokushū (1746–1799) a fost cel mai important teoretician al picturii literate japoneze. În cele trei cărți ale sale – Gyokushū gashu (Lucrări adunate ale lui Gyokushū, 1790), Gaen higen (Un comentariu modest despre pictură, 1795) și Kaiji higen (Cuvinte umile despre chestiuni de pictură, 1799) – i-a invitat pe toți pictorii literați japonezi să aplice teoriile și idealurile literate ale lui Dong Qichang (J: Tō Kishō, 1555–1636). Potrivit învățatului Meccarelli, Kuwayama poate fi considerat „Dong Qichang-ul japonez”, dar a amestecat atât peisajele policromatice tipice pictorilor profesioniști, cât și peisajele monocromatice ale stilurilor literate și a aplicat criterii noi și mai flexibile de clasificare.
Ernest Fenollosa și Kakuzō Okakura, doi dintre primii care au introdus arta japoneză în Occident, au criticat nanga ca fiind banală și derivată. Drept urmare, stilul a atras atenția academică în Occident doar în ultimele decenii, aproximativ 100 de ani mai târziu.

## Derivații culturale

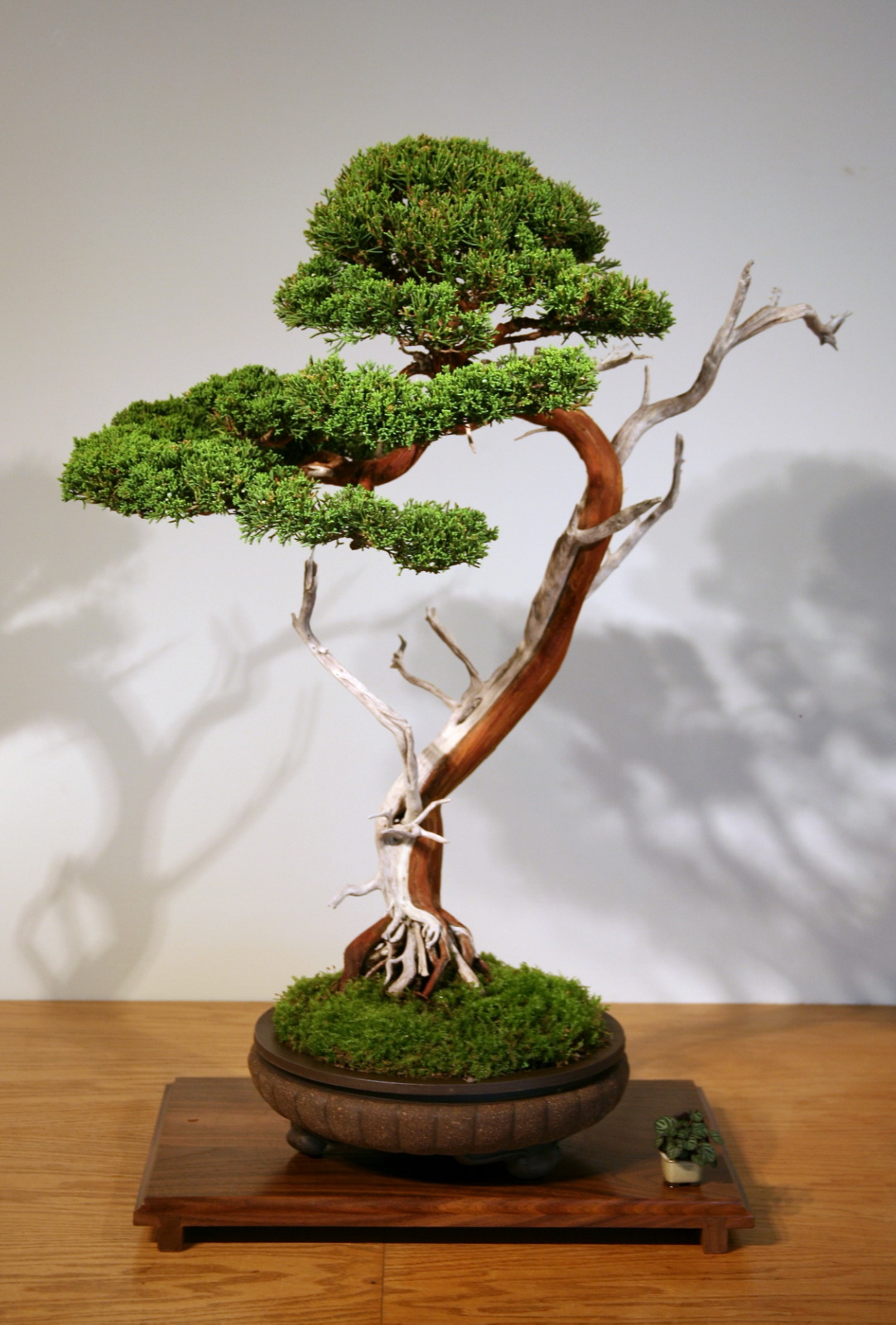
Sargent Juniper aranjat în stilul bunjin

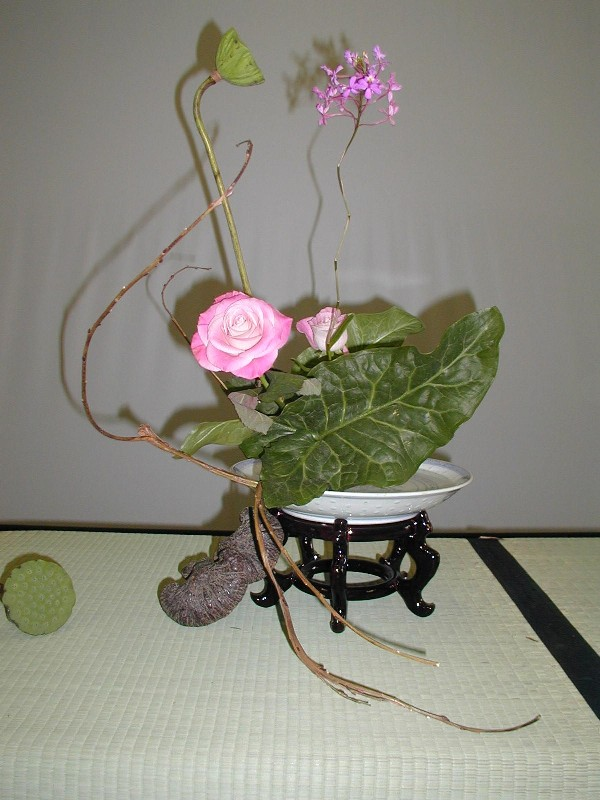
Aranjament floral Bunjinbana

Un anumit stil de bonsai este numit în mod diferit bunjin saubunjingi și este destinat să arate precum copacii portretizați în arta nanga. Exemplele de stil sunt adesea elegant alungite și cu puține ramuri, fiind în principal un trunchi lung și subțire surmontat de o masă foarte mică de frunziș.
Arta aranjamentului floral ikebana a dezvoltat stilul bunjinbana, care a fost un omagiu adus peisajelor chinezești și picturilor literate.

## Artiști importanți
- Hanabusa Itchō (1652–1724)
- Yosa Buson (1716–1783)
- Ike no Taiga (1723–1776)
- Kameda Bōsai (1752–1826)
- Tani Bunchō (1763–1841)
- Nakabayashi Chikutō (1776–1853)
- Yamamoto Baiitsu (1783–1856)
- Watanabe Kazan (1793–1841)
- Tomioka Tessai (1837–1924) – recunoscut drept ultimul artist nanga